# انتخابات ریاست‌جمهوری روسیه (۲۰۰۰)
انتخابات ریاست جمهوری روسیه۲۰۰۰ در ۲۶ مارس ۲۰۰۰ برگزار شد. نخست‌وزیر فعلی و رئیس‌جمهور موقت ولادیمیر پوتین، که در ۳۱ دسامبر ۱۹۹۹ پس از استعفا بوریس یلتسین جانشین او شده بود، در دور اول انتخابات پیروز شد.

## نامزدان
Candidates are listed in the order they appear on the ballot paper (alphabetical order in Russian).
| نام، سن، حزب سیاسی                                          | تصویر |  | سمت یا سوابق                                                                                   | تاریخ ثبت نام  |
| ----------------------------------------------------------- | ----- |  | ---------------------------------------------------------------------------------------------- | -------------- |
| استانیسلاو گوواروخین (۶۴) Fatherland – All Russia           |       |  | معاون دومای دولتی (1994-2003 and 2005–2018) Film director                                      | ۱۵ فوریه ۲۰۰۰  |
| Umar Dzhabrailov (۴۱) Power of Reason                       |       |  | تاجر                                                                                           | ۱۸ فوریه ۲۰۰۰  |
| ولادیمیر ژیرینفسکی (۵۳) حزب لیبرال دموکرات روسیه (campaign) |       |  | Deputy of the دومای دولتی (1993-present) Leader of the حزب لیبرال دموکرات روسیه (1991-present) | ۲ مارس ۲۰۰۰    |
| گنادی زیوگانوف (۵۵) حزب کمونیست فدراسیون روسیه (campaign)   |       |  | معاون دومای دولتی (1993-اکنون) رهبر حزب کمونیست فدراسیون روسیه (1993-اکنون)                    | ۲۸ ژانویه ۲۰۰۰ |
| الا پامفیلوفا (۴۶)                                          |       |  | وزیر حمایت اجتماعی از جمعیت روسیه (1991-1994)                                                  | ۱۵ فوریه ۲۰۰۰  |
| الکسی پودبرزکین (۴۷) میراث معنوی                            |       |  | معاون دومای دولتی (1995-1999)                                                                  | ۲۹ ژانویه ۲۰۰۰ |
| ولادیمیر پوتین (۴۷) مستقل (campaign)                        |       |  | رییس جممهور موقت روسیه (1999-2000) نخست‌وزیر روسیه (1999-2000)                                  | ۷ فوریه ۲۰۰۰   |
| یوری اسکوراتوف (۴۷) مستقل (campaign)                        |       |  | دادستان کل روسیه (1995-1999)                                                                   | ۱۸ فوریه ۲۰۰۰  |
| کنستانتین تیتوف (۵۵) حزب سوسیال دموکرات روسیه (campaign)    |       |  | فرماندار استان سامارا (1991-2007)                                                              | ۱۰ فوریه ۲۰۰۰  |
| امان تویلف (۵۵) مستقل (campaign)                            |       |  | فرماندار استان کمروو (1997-2018)                                                               | ۷ فوریه ۲۰۰۰   |
| گریگوری یاولینسکی (۴۷) یابلوکو (campaign)                   |       |  | معاوندومای دولتی (1994-2003) رهبر حزب یابلوکو (1993-2008)                                      | ۱۵ فوریه ۲۰۰۰  |